# Louis-Toussaint Dassy
Pour les articles homonymes, voir Dassy.
Louis-Toussaint Dassy (Marseille, 1er novembre 1808 - Cauterets, 23 août 1888) est un ecclésiastique et historien français, fondateur de l’Institut des jeunes aveugles et sourds-muets de Marseille.

## Biographie

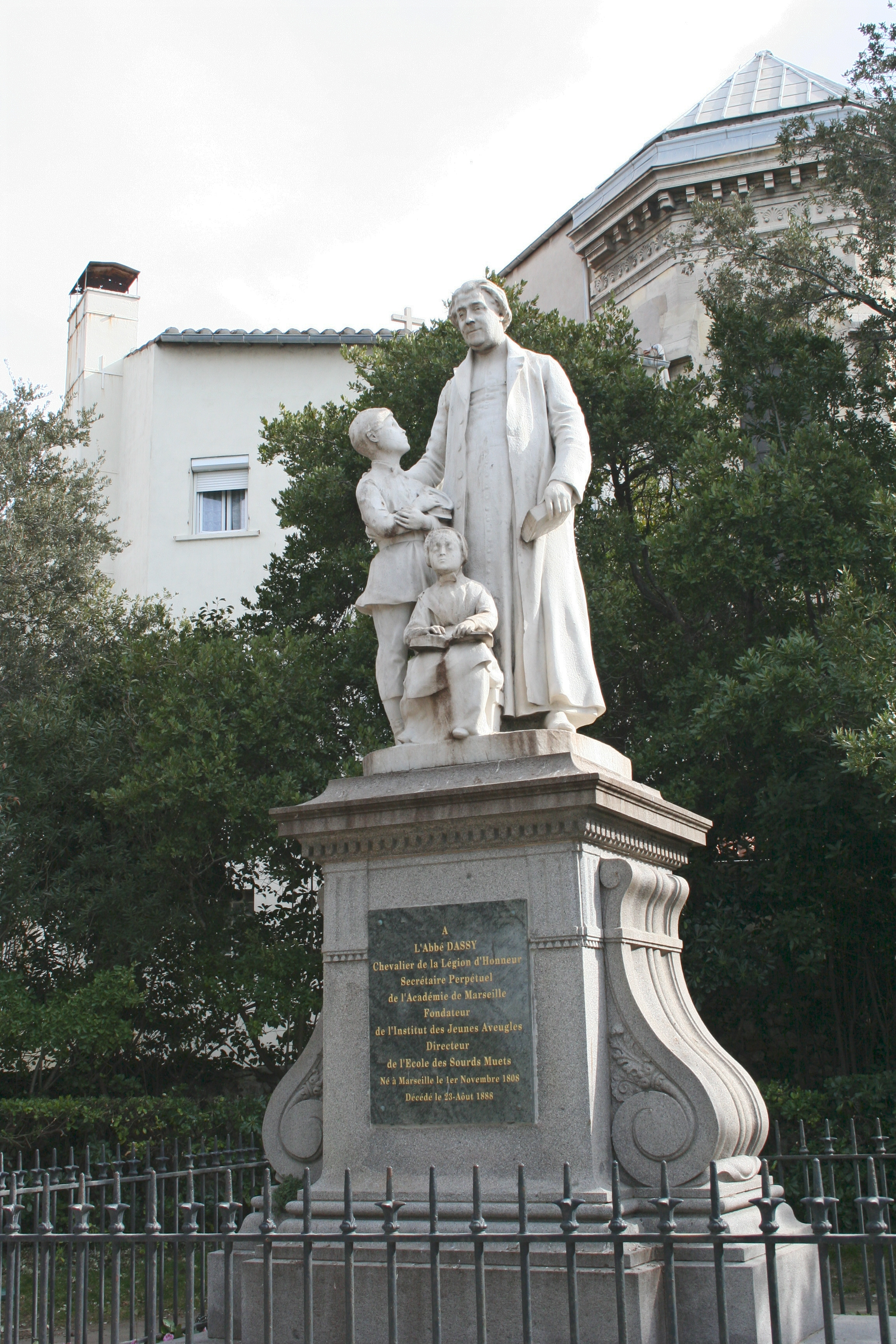
Alexandre Falguière, Monument à l'abbé Dassy (1892), jardin Puget à Marseille.

Louis-Toussaint Dassy est né le 18 novembre 1808 à Marseille au no 19 de la rue d’Albertas, actuellement rue Francis-Davso. Son père est marbrier.  
Il est scolarisé au pensionnat Cauvière, établissement réputé de la rue Breteuil, puis entre au grand séminaire de Marseille en 1828. Son frère aîné Jean-Joseph Dassy (1791-1865), se destine aux Beaux-Arts tandis que ses deux frères cadets, Pierre et Hippolyte, suivront les traces de leur père dans son atelier de marbrerie. Trois de ses sœurs se font religieuses. 
Expatrié en Suisse romande en raison des événements politiques de 1830, il est ordonné prêtre en 1831 à Fribourg chez les Oblats de Marie-Immaculée fondés par Mgr Eugène de Mazenod. En 1834, il est nommé dans l’Isère à Notre-Dame-de-l'Osier où il arrive avec un jeune supérieur, le père Joseph-Eugène-Bruno Guigues qui sera le premier évêque missionnaire de la congrégation au Canada ; c’est là qu’il entreprend ses premières études archéologiques. Son premier travail est consacré au sanctuaire qu'il desservait et publie en 1837 une monographie intitulée Pèlerinage à Notre-Dame de l'Osier. Il s'intéresse ensuite à une antique abbaye, célèbre par son architecture, l'abbaye de Saint-Antoine. C'est par la publication d'une monographie sur cet illustre monastère, L'abbaye de Saint-Antoine en Dauphiné : essai historique et descriptif, que le Père Dassy entre en maître dans l'étude de l'archéologie et s'y révèle comme un initiateur. En 1846, il est appelé à Notre-Dame du Bon Secours dans le Vivarais où il est accueilli par Joseph Hippolyte Guibert, évêque de Vivier et futur archevêque de Paris. L’année suivante, il est affecté à Nancy et enfin à Bordeaux. C’est dans cette dernière ville qu’une rencontre avec un jeune aveugle déclenchera sa vocation.
De retour à Marseille, il crée avec l’aide de Marie Bouffier, jeune sœur de Mme Hippolyte Dassy, femme de l’un de ses frères, un premier établissement pour venir en aide aux aveugles dans des locaux situés au no 59 du boulevard de la Madeleine, actuellement boulevard de la Libération à Marseille. Les locaux inaugurés le 8 avril 1858 deviennent rapidement trop exigus et une nouvelle construction est réalisée en bas de la colline Notre-Dame de la Garde près du jardin Pierre Puget. L’inauguration de ce nouvel établissement qui prendra le nom d’Institut des jeunes aveugles « l’arc en ciel », est effectuée le 6 avril 1860. L’abbé Dassy crée des œuvres identiques à Toulouse et Lyon.
En 1858, il est élu à l’Académie de Marseille où son frère Joseph, peintre et conservateur du musée, l’avait précédé. Il prononce son discours de réception le 30 mai 1858 et le président Clapier lui répondra. Il en devient secrétaire perpétuel en 1866 et en écrit l’histoire.
En voyage à Cauterets il y meurt le 23 août 1888. Sa dépouille est placée dans le caveau de la chapelle de l’établissement qu’il a créé ; un monument funéraire sculpté par Henri-Édouard Lombard le représente agenouillé.

## Distinctions et hommages
Louis-Toussaint Dassy est nommé chevalier de la Légion d’honneur le 23 janvier 1886. Une place de Marseille du 13e arrondissement porte son nom et un monument à sa mémoire sculpté par Alexandre Falguière est érigé en 1892 dans le jardin Pierre Puget à Marseille : il représente l’abbé Dassy posant une main sur l’épaule d’un petit garçon et tenant de l’autre un livre, tandis qu’à ses pieds une fillette aveugle est assise, un livre ouvert sur les genoux.

## Publications
- Louis-Toussaint Dassy, Pèlerinage à Notre-dame de l'Osier, chez Baratier père et fils, Grenoble, 1837 (lire en ligne)
- Louis-Toussaint Dassy, Morin-Pons, L'abbaye de Saint-Antoine en Dauphiné: essai historique et descriptif, chez Baratier père et fils, Grenoble, 1844 (lire en ligne)
- Louis-Toussaint Dassy, Le trésor de l'église abbatiale de Saint-Antoine en Dauphiné, ou la Vérité sur les reliques du patriarche des Cénobites, chez Laferrière, Marseille, 1855 (lire en ligne)
- Les Sceaux de l’église de Marseille au Moyen Âge, Imprimerie Marius Olive, Marseille, 1858(lire en ligne)
- Malaval, aveugle de Marseille de 1627 à 1719, Institution des jeunes aveugles, Marseille, 1869(lire en ligne)
- Abbé Dassy, L'académie de Marseille, ses origines, ses publications, ses archives, ses membres, Marseille, Barlatier-Feissat, 1877, 639 p. (lire en ligne), p. 603